# Citroën Karin
La Citroën Karin est un concept-car du constructeur automobile français Citroën dévoilé au salon de Paris en 1980,

## Généralités
Ce concept-car de forme pyramidale a été dessiné par Trevor Fiore, comme la Citroën Xénia, présentée l'année suivante. La Karin véhicule dispose de trois places, le conducteur est assis au centre devant les deux passagers. On retrouve cette disposition dans la McLaren F1 de 1992.

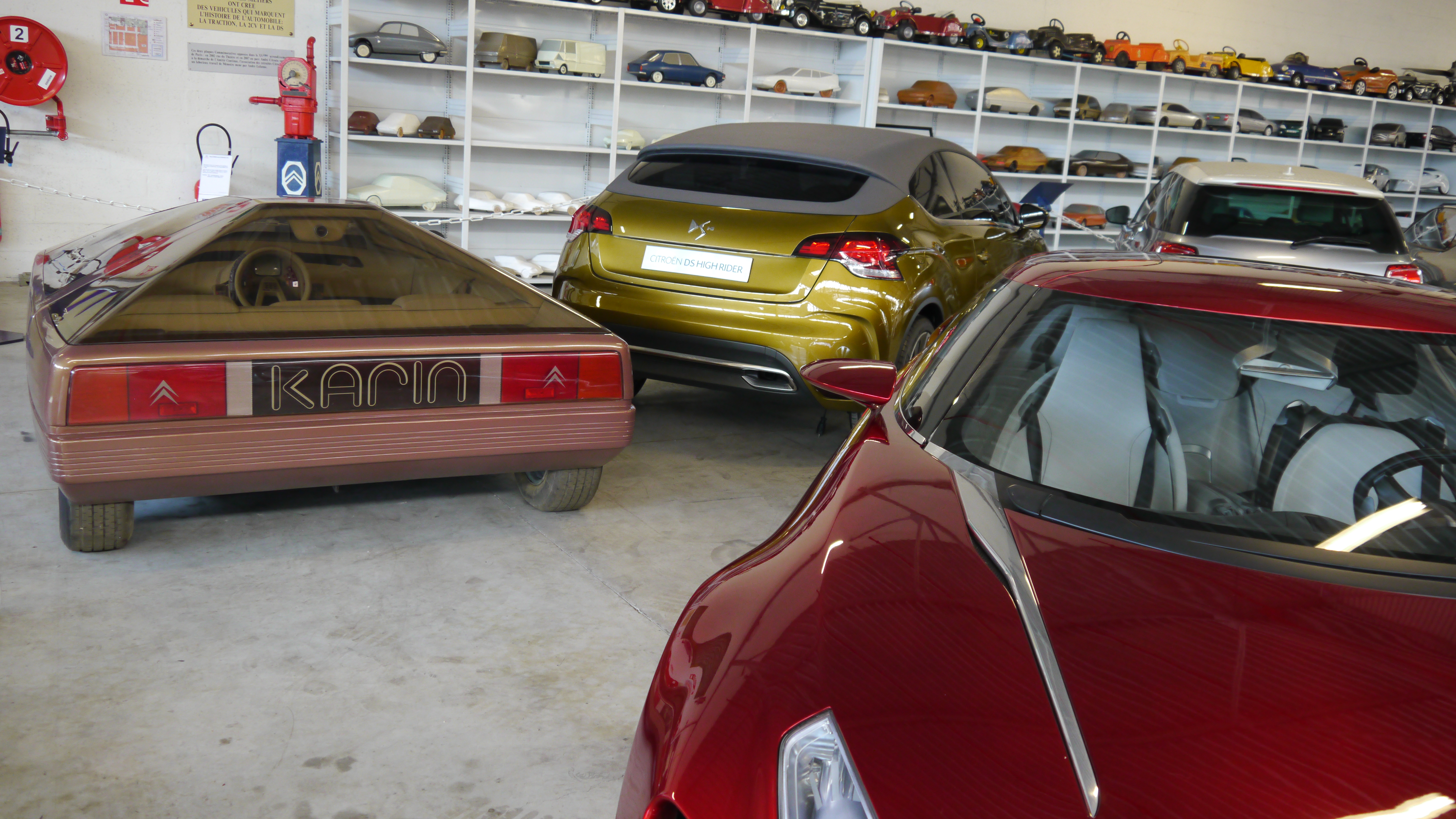
Citroën Karin dans le Conservatoire de patrimoine de Citroën